# 妮科麗娜·查契奇
妮科麗娜·查契奇（2001年1月4日—）是一名克羅埃西亞女子拳擊運動員。她代表克羅埃西亞隊參加了東京舉行的2020年夏季奧林匹克運動會，未獲得獎牌。

## 外部連結
- 妮科麗娜·查契奇在BoxRec（英语）
- 妮科麗娜·查契奇在Olympedia（英语）